# Białe Jezioro (powiat wejherowski)
Białe Jezioro – niewielkie jezioro północnego krańca Pojezierza Kaszubskiego, położone w Polsce w województwie pomorskim, w powiecie wejherowskim, w gminie Luzino, w południowej części wsi Wyszecino. W jego pobliżu znajduje się Czarne Jezioro.